# Margarita, que tu cuento valga la pena
Margarita, que tu cuento valga la pena es la banda sonora de la serie argentina Margarita, creada por Cris Morena para Max y emitida por Telefe. El álbum fue lanzado oficialmente el 28 de agosto de 2024 bajo el sello discográfico de Dale play records, con la producción de Cris Morena Group y distribuido por Max (servicio de streaming) y Telefe.

## Antecedentes
El álbum cuenta con 16 canciones, de las cuales 5 son inéditas, abordando temas como la amistad, el amor y la vida, vistos desde la perspectiva de Margarita, la protagonista de esta historia.
Esta nueva obra ha despertado la nostalgia de las generaciones que crecieron escuchando las canciones de los proyectos de Cris Morena.

## Lista de canciones
Lista de canciones de Margarita, que tu cuento valga la pena 
| #  | Título                 | Compositor(es)               | Interpretado por                                                              |
| -- | ---------------------- | ---------------------------- | ----------------------------------------------------------------------------- |
| 1  | Mucho, poquito o nada  | Cris Morena y Federico Vilas | Mora Bianchi                                                                  |
| 2  | Corazones Rojos        | Cris Morena y Federico Vilas | Elenco                                                                        |
| 3  | Espejito               | Federico Vilas               | Mora Bianchi                                                                  |
| 4  | Reina de todo          | Cris Morena y Federico Vilas | Isabel Macedo                                                                 |
| 5  | Con un poquito de amor | Cris Morena y Federico Vilas | Mora Bianchi, Lola Abraldes, Pamela Baigún, Joaquín Reficco y Pilar Masse     |
| 6  | EmotiHadas             | Federico Vilas               | Mora Bianchi, Lola Abraldes, Joaquín Reficco, Pilar Masse y Antonella Podestá |
| 7  | Si quieres herirme     | Cris Morena y Federico Vilas | Mora Bianchi y Toti Spangenberg                                               |
| 8  | Corazón de Rey         | Cris Morena y Federico Vilas | Mateo Belmonte                                                                |
| 9  | Adonde voy             | Cris Morena y Federico Vilas | Pilar Masse                                                                   |
| 10 | Flikiti                | Cris Morena                  | Mora Bianchi, Lola Abraldes, Joaquín Reficco, Pilar Masse y Antonella Podestá |
| 11 | Y la lluvia            | Cris Morena y Federico Vilas | Toti Spangenberg                                                              |
| 12 | Princesa               | Cris Morena y Federico Vilas | Mateo Belmonte                                                                |
| 13 | Chico dulce            | Cris Morena y Federico Vilas | Josela Barbeito y Trinidad Xanthopoulos                                       |
| 14 | No me desabraces       | Cris Morena y Federico Vilas | Mora Bianchi, Lola Abraldes, Joaquín Reficco, Pilar Masse y Antonella Podestá |
| 15 | Soñadores              | Cris Morena y Federico Vilas | Elenco                                                                        |
| 16 | Alma de Ladron         | Cris Morena y Federico Vilas | Franco Yankelevich                                                            |

## Historial de lanzamiento
| País   | Fecha                | Versión          | Formato(s)                 | Sello(s) discográfico(s)            | Ref.  |
| ------ | -------------------- | ---------------- | -------------------------- | ----------------------------------- | ----- |
| Varios | 28 de agosto de 2024 | Versión estándar | Descarga digital streaming | Cris Morena Group Dale Play Records | [ 4 ] |